# Hradište pod Vrátnom
Hradište pod Vrátnom este o comună slovacă, aflată în districtul Senica din regiunea Trnava. Localitatea se află la altitudinea de 233 m deasupra n.m., se întinde pe o suprafață de 25,19 km2 și în 2017 număra 671 de locuitori. Se învecinează cu comuna Brezová pod Bradlom.

## Istoric
Localitatea Hradište pod Vrátnom este atestată documentar din 1262.

## Demografie
| An:                | 1994 | 2004   | 2014   | 2024   |
| ------------------ | ---- | ------ | ------ | ------ |
| Număr de persoane: | 692  | 701    | 659    | 665    |
| Diferență:         |      | +1,30% | −5,99% | +0,91% |

| An:                | 2023 | 2024   |
| ------------------ | ---- | ------ |
| Număr de persoane: | 661  | 665    |
| Diferență:         |      | +0,60% |